# بچه‌های جاسوس ۲: جزیره رؤیاهای ازدست‌رفته
بچه‌های جاسوس ۲: جزیره رویاهای از دست رفته (به انگلیسی: Spy Kids) فیلمی محصول سال ۲۰۰۲ آمریکا به کارگردانی رابرت رودریگز است. این فیلم دومین قسمت از سری فیلم‌های بچه‌های جاسوس است. در این فیلم بازیگرانی همچون آنتونیو باندراس، کارلا گوجینو، الکسا وگا، داریل سابارا، تری هچر، دنی ترخو، مایک جاج، ریکاردو مونتالبان، هولاند تیلور، کریستوفر مک‌دونالد، استیو بوشمی، چچ مارین ایفای نقش کرده‌اند. قسمت سوم فیلم هم در سال ۲۰۰۳ با نام بچه‌های جاسوس ۳ ساخته شد.